# Krasnokamsk
Krasnokamsk (russisch Краснокамск) ist eine Stadt in der Region Perm (Russland) mit 51.916 Einwohnern (Stand 14. Oktober 2010).

## Geografie
Die Stadt liegt im Uralvorland, etwa 35 km nordwestlich der Regionshauptstadt Perm am rechten Ufer der Kama.
Krasnokamsk ist der Region administrativ direkt unterstellt und zugleich Verwaltungszentrum des gleichnamigen Rajons. Die Siedlung städtischen Typs Owerjata ist der Stadt Krasnokamsk unterstellt.
Die Stadt ist über eine Zweigstrecke mit der sie wenige Kilometer nördlich umgehenden Transsibirischen Eisenbahn (Station Owerjata) verbunden.

## Geschichte
Krasnokamsk entstand 1929 im Zusammenhang mit dem Bau des Kama-Zellulose-Papier-Kombinates (Kamski zelljulosno-bumaschny kombinat) und erhielt 1938 Stadtrecht. In den 1930er Jahren wurde in der Umgebung der Stadt auch Erdöl entdeckt und mit dessen Förderung durch Krasnokamskneft begonnen.

### Bevölkerungsentwicklung
| Jahr | Einwohner |
| ---- | --------- |
| 1939 | 29.745    |
| 1959 | 54.715    |
| 1970 | 55.073    |
| 1979 | 56.209    |
| 1989 | 57.681    |
| 2002 | 53.724    |
| 2010 | 51.916    |

Anmerkung: Volkszählungsdaten

## Kultur und Sehenswürdigkeiten
Die Stadt besitzt ein Heimatmuseum und eine Kunstgalerie.

## Wirtschaft
Neben einem Zellulose- und Papierwerk des Staatskonzerns Gosnak als größtem Unternehmen der Stadt gibt es Betriebe der metallverarbeitenden, chemischen und Lebensmittelindustrie sowie ein Heizkraftwerk.

## Söhne und Töchter der Stadt
- Olha Wladykina-Bryshina (* 1963), Sprinterin und Olympiasiegerin
- Igor Ulanow (* 1969), Eishockeyspieler und -trainer
- Swetlana Wyssokowa (* 1972), Eisschnellläuferin
- Nikita Jelenew (* 1993), Theater- und Filmschauspieler